# Bastian Oczipka
Bastian Oczipka (ur. 12 stycznia 1989 w Bergisch Gladbach) – niemiecki piłkarz, który występował na pozycji obrońcy. 

## Kariera
Oczipka zaczął swoją karierę w 1994 roku w klubie SV Blau-Weiß Hand. Po trzech latach, latem 1997 roku przeniósł się do Bergisch Gladbach 09. Przez dwa lata występował w zespole młodzieżowym tego klubu aż w lipcu 1999 roku zakupił go Bayer 04 Leverkusen. W 2008 roku Bayer wypożyczył go do Hansy Rostock. Po okresie dwuipółletniego wypożyczenia wrócił do Leverkusen, jednakże 5 stycznia 2010 roku ponownie go wypożyczono, tym razem do FC St. Pauli. W latach 2012–2017 reprezentował barwy Eintrachtu Frankfurt.
1 lipca 2023 roku zakończył piłkarską karierę.